# A Fonsagrada
A Fonsagrada település Spanyolországban, Lugo tartományban. A Fonsagrada Navia de Suarna, Baleira, Ribeira de Piquín, A Pontenova, Taramundi, Santa Eulalia de Oscos, Grandas de Salime, Negueira de Muñiz és Ibias községekkel határos. Lakosainak száma 3116 fő (2024).

## Népesség
A település népessége az elmúlt években az alábbi módon változott:
| Lakosok száma | 5334 | 5007 | 4748 | 4520 | 4198 | 3960 | 3670 | 3465 | 3265 | 3116 |
|               | 2001 | 2004 | 2007 | 2009 | 2012 | 2014 | 2017 | 2019 | 2022 | 2024 |